# Jamari Rose
Jamari Rose (* 10. August 1995) ist ein jamaikanischer Sprinter, der sich auf den 400-Meter-Lauf spezialisiert hat.

## Sportliche Laufbahn
Erste internationale Erfahrungen sammelte Jamari Rose bei den Weltmeisterschaften 2017 in London, bei denen er mit der Staffel in 3:01,98 min im Finale ausschied. Im April 2018 gewann er bei den Commonwealth Games im australischen Gold Coast mit der jamaikanischen Staffel die Bronzemedaille in 3:01,97 min.

## Persönliche Bestzeiten
- 200 Meter: 20,77 s (+0,8 m/s), 27. Mai 2017 in Kingston
- 400 Meter: 45,68 s, 25. Juni 2017 in Kingston